# Tătărani, Dâmbovița
Tătărani este satul de reședință al comunei cu același nume din județul Dâmbovița, Muntenia, România. Se află în partea de nord-vest a județului.